# Sergo Mikoïan
Sergo Anastassovitch Mikoïan (arménien: Սերգո Անաստասի Միկոյան; russe: Сергo Анастасович Микоян), né le 5 juin 1929 à Moscou et mort le 6 mars 2010 dans la même ville, est un historien spécialiste des politiques étrangères de l'Union soviétique et des États-Unis en Amérique latine. Il est le fils d'Anastase Mikoïan, qui occupa de hautes fonctions dans l'État soviétique et fut conseiller de Nikita Khrouchtchev.

## Biographie

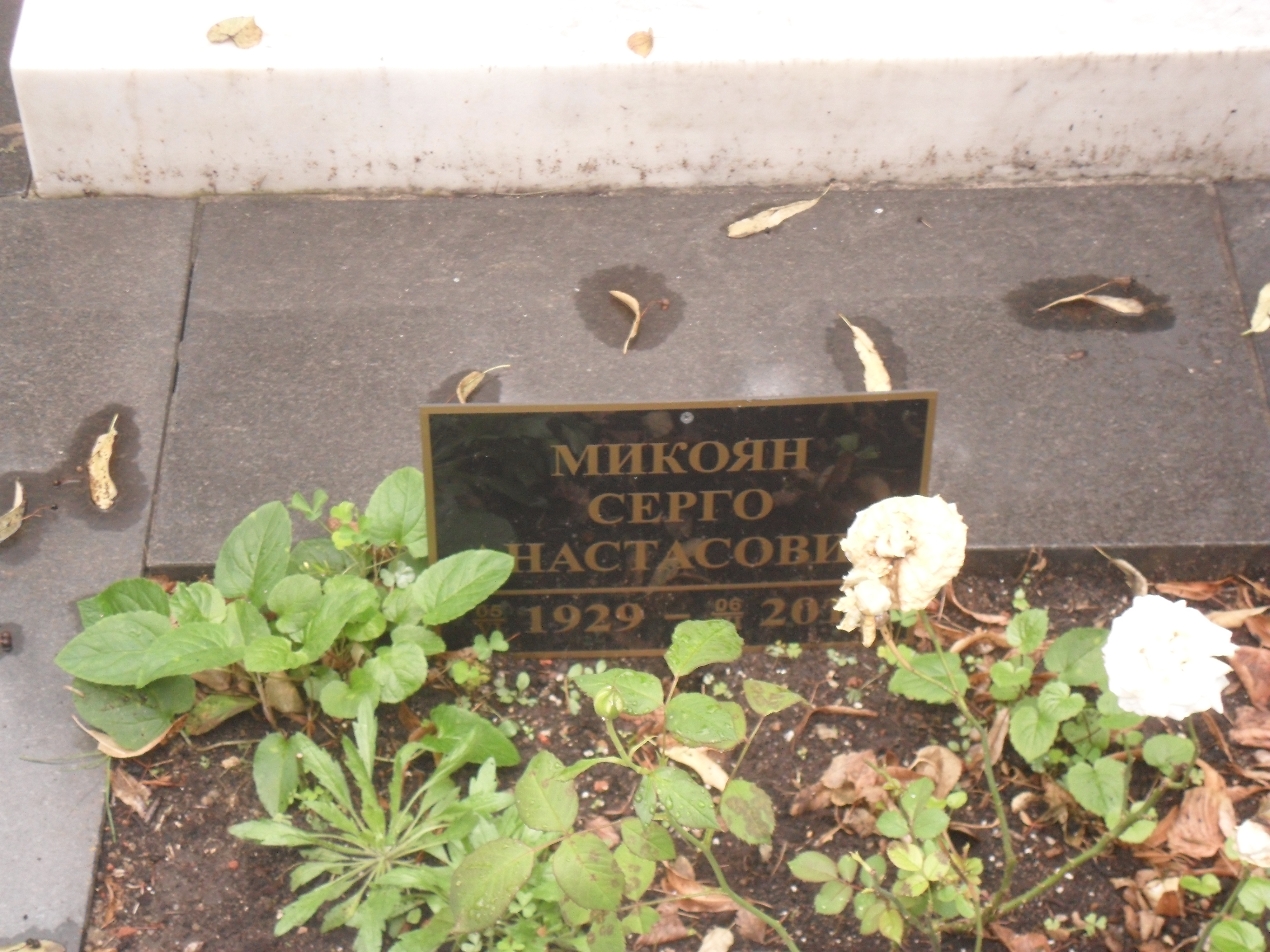
Tombe de Sergo Mikoïan à Moscou

Sergo Mikoïan est le fils d'Achkhen et Anastase Mikoïan. En 1952, il est diplômé en Relations internationales de l'Institut d'État de Moscou. Il rejoint le Parti communiste en 1953. Mikoïan a continué à vivre à Moscou jusqu'en 1955. 
Au cours de la crise des missiles de Cuba en octobre 1962, il accompagne son père Anastase Mikoïan, comme secrétaire particulier. À partir de 1970, il est le rédacteur en chef du principal journal soviétique sur les affaires latino-américaines, Latinskaïa Amerika
Il a travaillé avec des historiens et journalistes américains tels William Taubman, Jon Lee Anderson et Georgie Anne Geyer.
Mikoïan est mort de leucémie dans une clinique de Moscou le 6 mars 2010.